# Таловка (Ішимський район)
Та́ловка (рос. Таловка) — присілок у складі Ішимського району Тюменської області, Росія.
Стара назва — Дом Інвалідів.
Населення — 508 осіб (2010, 356 у 2002).
Національний склад станом на 2002 рік:
- росіяни — 91 %